# Жиго, Лада
Лада Жиго (хорв. Lada Žigo, род. 1970, Загреб) — хорватская писательница. Она родилась в Загребе, жила в Сплите и изучала сравнительное литературоведение и философию в Загребском университете. 
Её первая книга «Люди и новости» (Ljudi i novinari) была опубликована в 2007 году и вошла в шорт-лист двух главных литературных премий – «Ксавера Шандора Гьяльского» и «Киклоп». Её второй роман «Стервы» (Babetine) появился в 2009 году, за ним последовал «Рулетка» (Rulet) в 2010 году. «Рулетка» получила премию ЕС в области литературы и была переведена на итальянский язык для Mimesis edizioni. Последняя книга Жиго — «Полный вперёд в Европейский Союз» (Punom parom u Europsku uniju, 2020).
Член Ассоциации хорватских писателей. Жиго живёт и работает в Загребе.